# ناشر مصري
الناشر المصري أو الصِّلّ المصري أو الكُوبرا المصرية (الاسم العلمي: Naja haje) (بالإنجليزية: Egyptian cobra)‏، ثعبان من جنس الناشرات الحقيقية توجد في أفريقيا. يَنمو طولها إلى ما بين 1.6 و2.3 متر، وأطول عينة مسجلة تبلغ 2.59 متر. أكثر خصائص الناشر المصري تميزاً رأسه الكبير وعيونها الواسعة وألوانها الكثيرة وفي كثير من الأحيان فيها بقع فاتحة أو غامقة، وغالباً ما تكون علامة «المسيل للدموع قطرة» تحت العين. وهي من أخطر الثعابين وأكثرها سمًا في شمال إفريقيا.

## الوصف

ناشر مصري أثناء وضعية نشر القلنسوة

يُلقب الناشر المصري بسلطان السم. ويعد نوعًا كبير الحجم من الثعابين السامة، ذو ضلوع رقبة مستقيمة وطويلة إلى حدٍ ما، أعينه واسعة نوعاً ما، بؤبؤ عينه مستدير، خطمه عريض ومستدير بعض الشئ، لديه لسان مشعب يمده بإشارات عن طريق نقل جزيئات الرائحة إلى عضو جاكبسون[./كوبرا_مصرية#cite_note-7 [arabic-abajed 1]]الذي يمرر بدوره البيانات إلى الدماغ، مما يساعده في توجيه نفسه وتعقب فرائسه، جسمه أسطواني وقوي؛ ولديه ذيل طويل. الناشر المصري مثله مثل باقي أنواع الثعابين لا يسمع الموجات الصوتية؛ نظراً لإفتقاده للأذن الخارجية والأذن الوسطى، ولكن لديه عظام أذن داخلية في الرأس تمكنه من إلتقاط الذبذبات والإهتزازات مثل إقتراب كائن ما، إذ تحول الأذن الداخلية هذه الإهتزازات إلى نبضات عصبية تنتقل إلى الدماغ، ومع ذلك فإنه ليس بارعاً في سماع الأصوات المنقولة عبر الهواء؛ فقط يتسمع ترددات منخفضة. مثل أغلب أنواع الناشرات الأخرى إذا شعر بتهديد يتخذ وضع الإستعداد بنشر القلنسوة فتظهر رقبته مفلطحة وممطوطة عرضاً وتجلعه يبدو وكأن له قلنسوة، وهذا السلوك يقوم به كإشارة منه للتحدي أو للتحذير أو للتعبير عن الثقة بالنفس وإستعراض الهيمنة والسطوة.
- لون الجسم: أسود، أو أغبر، أو بني، أو نحاسي، وأحياناً يمتزج اللون ببقع داكنة أو فاتحة.
- البطن باللون: الأسود، أو الرمادي، أو الأجلك، أو الأبيض الكريمي.[8]

## إحداثيات الجسم

### مقاييس الجسد تتألف من
- مقاييس ظهرية سلسلة طولية من حراشف تحيط بالجسد Dorsal scales: بعدد 19 : 20 صف طولي.
- مقاييس بطنية قائمة حراشف بطنية عرضية مممتدة على البطن Ventral scales: بعدد يتراوح ما بين 191 : 220 لوح.
- مقاييس ذيلية حراشف ذيلية مزدوجة مترابطة تحيط بالذيل Subcaudal scales: بعدد يتراوح ما بين 53 : 65 لوح.
- صفيحة شرجية واحدة.

### مقاييس الرأس تتألف من
- حراشف الشفة العلوية Upper labials scales: عددها 7 لوح، ونادراً ما تكون 6 أو 8.
- حراشف الشفة السفلية Lower labials scales: عددها من 8 لوح.
- حراشف صدغية Temporal scales: عددها من 1+2 لوح متناسق أو 1+3 لوح متباين.

### مقاييس العين تتألف من
- حراشف أمامية للعين Preoculars scales: عددها 1 لوح.
- حراشف خلفية للعين Postoculars scales: عددها 2 أو 3 لوح.
- حراشف أسفل العين Suboculars scales: عددها 2 أو 3 لوح.[9]

## السم
سم الناشر المصري عبارة عن سائل يحتوي على تركيبة سموم تشمل: سم عصبي 36% Neurotoxin، وسم خلوي 63% Cytotoxin، وسم قلبي 1% Cardiotoxin.
معدل إنتاج السم يتراوح ما بين 175 : 300 مليجرام لكل لدغة في المتوسط، ويستطيع هذا النوع التحكم في كمية السم التي يحقنها، إذ تتقلص العضلات حول الغدد السمية خاصته وتضغط على كميات محسوبة من السم تمر عبر نابان مجوفان كإبرة الحقن متصلان بغدد السم ومن ثم إلى جسد الضحية؛ بل ويمكنه أيضاً الإكتفاء بالعض دون أن يفرز سماً وهذا ما يحدث عادةً مع البشر؛ إذ يدخر سمه؛ فالسم ثمين؛ وأورايوس هو قاتل إنتقائي لفرائس أخرى.
في الفترة التي ينتشر خلالها السم في جسد الضحية يتسبب بإنتكاسة مميتة عن طريق بث الخراب في الجهاز العصبي، إذ تعترض جزيئاته الرسائل الكيميائية بين الخلايا فتغلق الاتصالات بين نقاط الإشتباك العصبي، فيوقف انتقال الإشارات العصبية للعضلات، في البدء يسبب التسمم ألم موضعي وتورم مكان اللدغة، وأعراض متغيرة قد تشمل الصداع، والغثيان، والقئ، والمغص، والإسهال، والدوخة، والتشنجات، والإغماء، مع إحتمال حدوث شلل بسيط فمتوسط لشديد؛ ولكن الخطر الأكبر يكمن في إنتشار الشلل في الجهاز التنفسي؛ وفي النهاية تتعطل الإشارات التي تنتقل للقلب والرئتين، ويشل الحجاب الحاجز، فتصارع الرئتان على التنفس ولا يحصل الجسم على الأكسجين اللازم، مما يسبب فشل الجهاز التنفسي بشكل تام، ومن ثم الإختناق ووفاة الضحية، تحدث الوفاة في المتوسط في حال ما إذا كان الضحية إنسان بالغ خلال 30 دقيقة: 2 ساعة من توقيت اللدغة بحسب قوة المناعة، ومكان اللدغة، وكمية السم
جدير بالذكر أن سم الناشر المصري متجدد لا ينتهي، كذلك الأنياب متجددة في حالة نزع أو كسر الأنياب، يتم إستبدالها بأخرى جديدة.على عكس الحال مع أقرانه من الالناشرات الباصقة، فالناشر المصري لا ينفث يبخ السم، ولكن وسيلته لإصابة ضحاياه تكمن في تفريغ شحنة سم بواسطة نابان في فكه العلوي تحت جلد الضحية.

## النطاق الجغرافي

### في مصر
يعيش الناشر المصري عادة في المناطق الجافة الرطبة والسافانا والمناطق شبه الصحراوية التي لا يُوجد فيها سوى القليل من الماء والغطاء النباتي، ونادراً ما تعيش في المناطق الصحراوية. ويُمكن أيضاً العثور عليها في الواحات والمناطق الزراعية وشقوق الصخور والتلال والأراضي العشبية. وتعيش فوق التلال في المناطق الصحراوية حيث يستحيل الحصول على الماء الا عن طريق المطر الحولى ولكن تستعيض عن شرب الماء بحصولها على احتياجاتها منه من خلال افتراس الخفافيش التي تسكن مغارات الجبال الوعرة

### في حدائق الحيوان
يمكن أيضًا العثور على الناشر المصري في حدائق الحيوان داخل وخارج النطاق الطبيعي للثعبان. تشمل حديقة حيوان الجيزة وحديقة حيوان سان دييغو بالإضافة إلى حوض فيرجينيا المائي في مجموعات الزواحف الخاصة بهم.

### يتواجد في بلدان أخرى:[15][16]
| - المغرب - كينيا - ليبيا - السودان - الصومال - النيجر - موريتانيا - مالي - السنغال - جنوب السودان - توجو - تونس - الجزائر - المغرب | - بوركينا فاسو - تنزانيا - نيجيريا - جمهورية الكونغو - إثيوبيا - غانا - جيبوتي - إريتريا - أوغندا - الكاميرون - جمهورية أفريقيا الوسطى - جمهورية الكونغو الديمقراطية - بنين - ساحل العاج |

## السلوك والبيئة

ناشر مصري في الطبيعة

الناشر المصري ثعبان بري، ينشط في البرية خلال الفترة ما بين الشفق وحتى بزوغ الفجر، إلا أنه يمكن رؤيته يتشمس في الساعات الأولى من الصباح الباكر لاسيما في فصل الشتاء حتى يستمد جسمه الحرارة اللازمة؛ ثعبان خجول يحافظ على مسافته من البشر، وحين تتعارض طرقاته مع الإنسان غالباً ما يفضل الإنسحاب، لكن إذا شعر بالتهديد يتخذ وضع الإستعداد بالوقوف مع نشر القلنسوة مد ضلوع الرقبة ورفع رأسه؛ ومن ثم يستهدف الضحية باللدغ المباشر.
يقطن الناشر المصري عادةً الواحات، والمناطق الزراعية، والأراضي العشبية، والتلال، والأخاديد، والمناطق الجبلية، والمناطق شبه الصحراوية، ونادراً ما يعيش في المناطق الصحراوية وبسبب شح المياه هناك يستعيض جسمه عنها بإستمداد إحتياجاته منها من دم فرائسه.
يسكن جحور الحيوانات المهجورة، أو الشقوق الصخرية، أو مغارات الجبال الوعرة، ويقضي فيها معظم أوقات النهار.
يتغذى هذا النوع من الثعابين بشكل رئيسي على: الضفادع، والعلاجيم، والقوارض، والخفافيش، والطيور صغيرة الحجم، والثدييات صغيرة الحجم، والسحالي، وأنواع أخرى من الثعابين؛ ونظراً لأن أسنانه ليست مخصصة لتقطيع اللحم؛ فوسيلته في أكل الفريسة تتمثل في إبتلاعها بشكل كامل، وعادة ما يبدأ بإبتلاع الضحية من جهة رأسها، وتساعده أسنانه المتجهة للخلف في سحب وتمرير فريسته لداخل الحلق.

## أيقونة

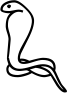

كان للناشر المصري قدسية في مصر الفرعونية؛ فكان بمثابة رمزاً لسيادة الفراعنة الذين أدخلوا أيقونته ضمن إكليلهم حتى نهاية الحضارة المصرية القديمة، سنة 30 قبل الميلاد فكان:
- يرمز به كشعار للإلهة وادچيت وهي راعية دلتا النيل وحامية مصر السفلى.
- يرمز به كشعار للإلهة مرِت سجر وهي حامية المقابر الملكية في الديانة المصرية القديمة.
- يرمز به كشعار للملكة يعرت الأسرة الثامنة عشر الحاكمة لمصر.
- كان بمثابة تميمة توضع على تاج فراعنة مصر كرمز للشرعية وحماية العرش.

## سوابق تاريخية

### إنتحار كليوپاترا
نقلاً عن المؤرخ سترابو: إنتحرت كليوپاترا ملكة مصر، بلدغة من ناشر مصري، تم تسريبه لحجرتها في سلة تين. حدث ذلك في 12 أغسطس لسنة 30 قبل الميلاد عن عمر يناهز 39 عام. كانت هذه هي الطريقة التي إختارت كليوپاترا الإنتحار بها بعد تحريضها على الموت من قبل خصمها السياسي الإمبراطور الروماني أغسطس بعد هزيمتها هي وأنطونيوس في معركة أكتيوم وغزو مصر؛ بعرضه عليها الإنتحار لتجنب إذلال عرضها كأسيرة في إحتفاليات الرومان بالإنتصار العسكري لأغسطس، إنتهى بإنتحار كليوپاترا العصر الهلنستي وحكم البطالمة، وبدأ عصر جديد خضعت فيه مصر للإمبراطورية الرومانية. فقد تم التشكيك في روايات انتحارها، لأن الموت من سم هذا الثعبان بطيء نسبيًا ويمكن أن يتسبب في تلف الأنسجة في بعض الأحيان، والثعبان كبير، لذلك يصعب إخفاءه.

### الهروب من حديقة حيوان برونكس
في 26 مارس 2011، أبلغت حديقة حيوان برونكس الجمهور أن منزل الزواحف الخاص بهم قد تم إغلاقه بعد اكتشاف اختفاء أنثى مراهقة سامة من الناشر المصري من العلبة خارج المعرض في 25 مارس. كان مسؤولو حديقة الحيوان واثقين من العثور على الناشر المفقود في المبنى وليس خارجه، حيث من المعروف أن الناشر المصري غير مريحة في المناطق المفتوحة. قد يتأثر التمثيل الغذائي للثعبان أيضًا بالطقس البارد في الهواء الطلق في ذلك الوقت في برونكس. تم العثور على الناشر في زاوية مظلمة من منزل الزواحف في حديقة الحيوان في 31 مارس 2011، بصحة جيدة. بعد مسابقة، تم تسميتها «ميا» بسبب «فقدانها في العمل».

### كحيوان أليف
حظي الناشر المصري باهتمام متزايد في كندا في خريف عام 2006 عندما أُطلق سراح ثعبان ناشر وأجبر المواطنين على إخلاء منزل في تورنتو لأكثر من ثلاث ساعات عندما كان يُعتقد أنها لجأت إلى جدران المنزل. تم تغريم المالك 17000 دولار والسجن لمدة عام.

### في أعمال السحر
في يوليو 2018، تعرض عارف غفوري [الإنجليزية] للعض من قبل ناشر مصري أثناء التحضير للعرض في تركيا. تم نقله إلى مصر لتلقي العلاج بمضادات السموم وتعافى تمامًا.

## معرض صور

ناشر مصري "لقطة للرأس"
ناشر مصري في الطبيعة
ناشر مصري مقاييس الجسد (قسم علوي)
ناشر مصري عرض شعبي (ساحة جامع الفنا / المغرب)
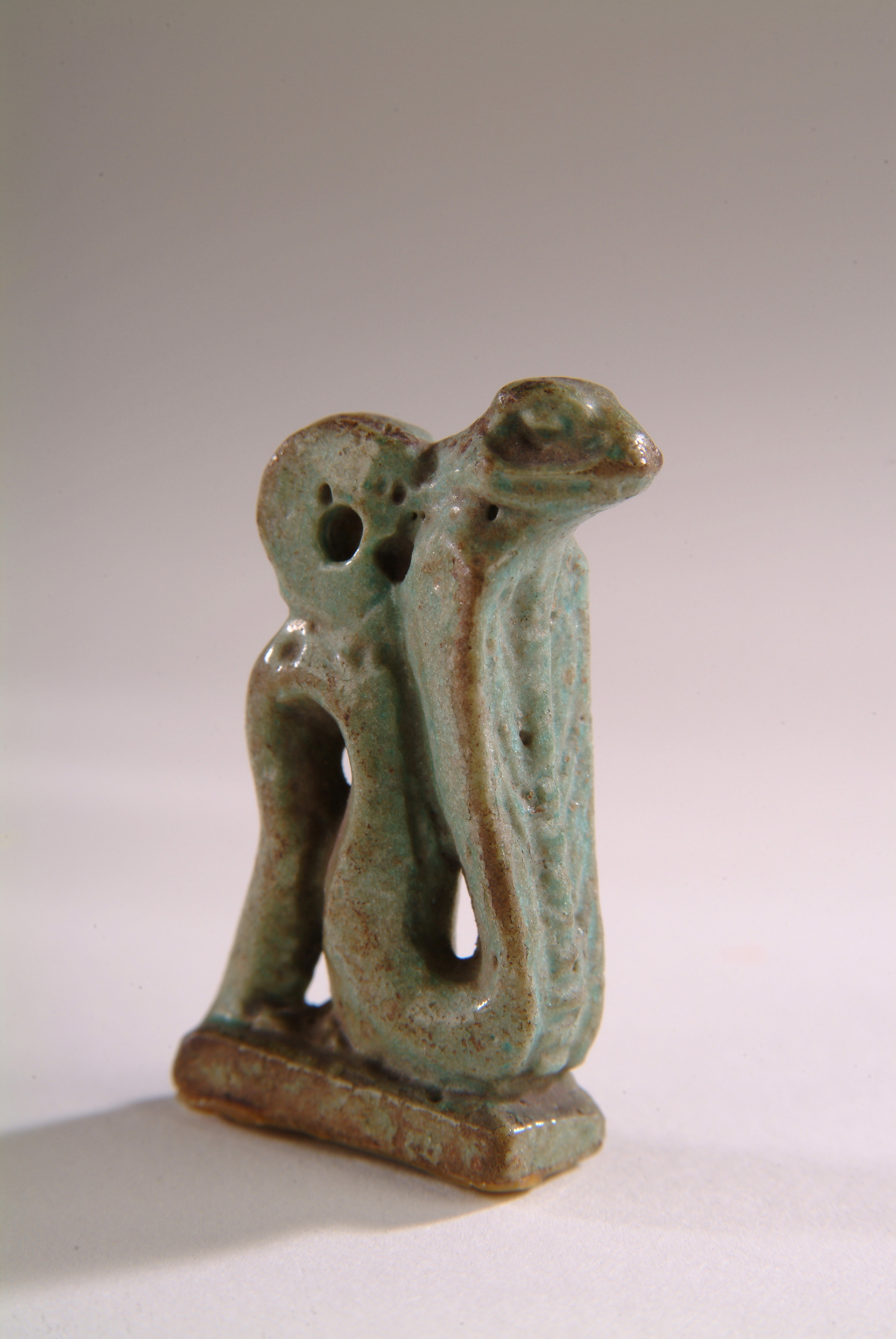
تميمة الناشر الأخضر المزججة على شكل الصل "الدولة المصرية القديمة"
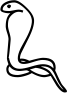
رمزية الثعبان الناشر في الدولة المصرية القديمة
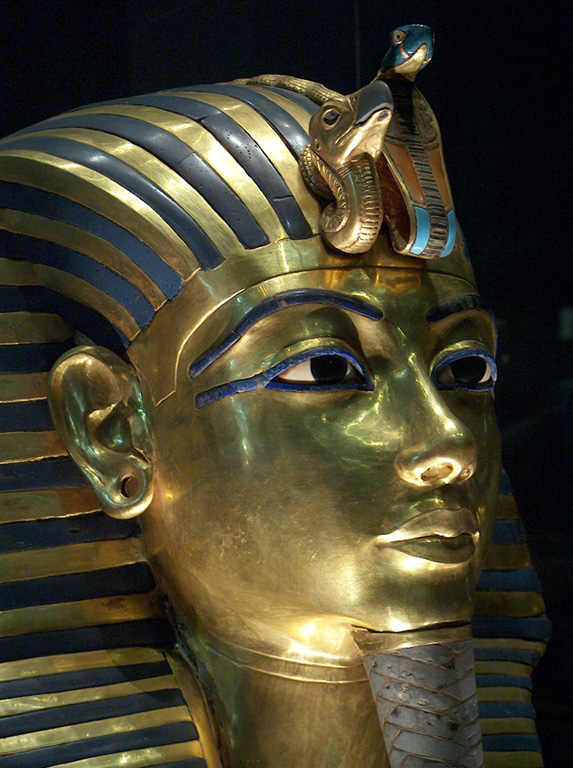
ناشر مصري على قناع توت عنخ آمون

## الملاحظات
1. ↑  قد يُقصَد بـ عضو جاكبسون: أعلى مقدمة الحلق
2. ↑  قد يُقصَد بـ القلنسوة : مد ضلوع لديه داخل الرقبة